# Bernd Nitzschke
Bernd Nitzschke (* 2. Juni 1944 in Dresden) ist ein deutscher Psychoanalytiker, Historiker der Psychoanalyse und Wissenschaftspublizist. 

## Leben
Bernd Nitzschke studierte Psychologie, Philosophie, Soziologie und Politikwissenschaften an den Universitäten Erlangen, München und Marburg. Er ist neben seiner psychotherapeutischen Praxis als Wissenschaftspublizist tätig – hauptsächlich auf dem Gebiet der Geschichte der Psychoanalyse.
Nitzschke erhielt 1976 sein Diplom in Psychologie und promovierte drei Jahre später in Bremen mit einer Arbeit über Sigmund Freud und Arthur Schopenhauer. Während und nach dem Studium arbeitete er als Wissenschaftspublizist unter anderem für Die Zeit sowie als Lektor in den Verlagen Rowohlt und Kindler. 1977–78 war er Redakteur der Zeitschrift Psychologie heute, 1979–87 wissenschaftlicher Mitarbeiter am „Klinischen Institut für Psychosomatische Medizin und Psychotherapie“ der Heinrich-Heine-Universität Düsseldorf.
Nitzschke ist Mitbegründer des seit 1988 erscheinenden Periodikums Luzifer-Amor – Zeitschrift für die Geschichte der Psychoanalyse und Mitglied der Redaktion der Zeitschrift Werkblatt – Zeitschrift für Psychoanalyse und Gesellschaftskritik. Außerdem ist er Mitherausgeber der Zeitschrift Psychoanalyse – Texte zur Sozialforschung.
Seit 1988 arbeitet er als Psychoanalytiker (DGPT) in eigener Praxis in Düsseldorf. Er ist Lehranalytiker, Supervisor und Dozent am „Institut für Psychoanalyse und Psychotherapie Düsseldorf e.V.“ und war (bis zur Schließung des Instituts 2013) Supervisor und Dozent am Institut für psychotherapeutische Forschung, Methodenentwicklung und Weiterbildung an der Universität zu Köln.
Seine Forschungsschwerpunkte sind: Männlichkeit und Sexualität, Geschichte der Psychoanalyse, Biografieforschungen, Literatur und Psychoanalyse, psychoanalytische Behandlungstheorie, Leben und Werk Wilhelm Reichs, Antisemitismus.

## Werke
Als Autor:
- Die Zerstörung der Sinnlichkeit. Kindler, München 1974; Neuauflage: Matthes & Seitz, München 1981.
- Die reale Innenwelt. Anmerkungen zur psychischen Realität bei Freud und Schopenhauer. Kindler, München 1978.
- Männerängste, Männerwünsche. Matthes & Seitz, München 1980.
- Goethe ist tot, es lebe die Kultur. Vorwort in: Paul Julius Möbius: Über das Pathologische bei Goethe. Matthes & Seitz, München 1982.
- Von der Kälte des Gedankens und der Wärme des Leibes. Reflexionen über Gefühle. Matthes & Seitz, München 1984.
- Der eigene und der fremde Körper. Bruchstücke einer psychoanalytischen Gefühls- und Beziehungstheorie. Konkursbuch, Tübingen 1985.
- Sexualität und Männlichkeit. Zwischen Symbiosewunsch und Gewalt. Rowohlt, Reinbek bei Hamburg 1988.
- Freud und die akademische Psychologie. Beiträge zu einer historischen Kontroverse. Psychologie VerlagsUnion, Weinheim 1989.
- Die Liebe als Duell … und andere Versuche, Kopf und Herz zu riskieren. Rowohlt, Reinbek bei Hamburg 1991.
- Wir und der Tod. Essays über Sigmund Freuds Leben und Werk. Vandenhoeck & Ruprecht, Göttingen 1996.
- Aufbruch nach Inner-Afrika. Essays über Sigmund Freud und die Wurzeln der Psychoanalyse. Vandenhoeck & Ruprecht, Göttingen 1998.
- Das Ich als Experiment. Essays über Sigmund Freud und die Psychoanalyse im 20. Jahrhundert. Vandenhoeck & Ruprecht, Göttingen 2000.

Als Herausgeber:
- Zu Fuß durch den Kopf – Wanderungen im Gedankengebirge. Ausgewählte Schriften Herbert Silberers. Miszellen zu seinem Leben und Werk. Edition Diskord, Tübingen 1988.
- mit Karl Fallend: Der „Fall“ Wilhelm Reich. Beiträge zum Verhältnis von Psychoanalyse und Politik. Suhrkamp, Frankfurt am Main 1997. Neuausgabe: Psychosozial, Gießen 2002.
- mit Werner Felber, Albrecht Götz von Olenhusen und Gottfried Maria Heuer: Psychoanalyse und Expressionismus. 7. Internationaler Otto Gross Kongress Dresden. LiteraturWissenschaft.de, Marburg 2010.
- Die Psychoanalyse Sigmund Freuds. Konzepte und Begriffe. VS, Wiesbaden 2011.
- mit Roland Kaufhold: Jüdische Identitäten in Deutschland nach dem Holocaust (= Psychoanalyse. Texte zur Sozialforschung. 16. Jg., H. 1). 2012.
- mit Bertram von der Stein: Psychoanalyse in der Türkei – Celal Odağ zum 85. Geburtstag (= Psychoanalyse. Texte zur Sozialforschung. 21. Jg., H. 1). 2017.

## Ehrung
- 6. Juni 2014: „Sigmund Freuds widerständiges Erbe“, Symposium zum 70. Geburtstag von Bernd Nitzschke[1]